# Gastromicans albopilosa
Gastromicans albopilosa är en spindelart som först beskrevs av Simon 1903.  Gastromicans albopilosa ingår i släktet Gastromicans och familjen hoppspindlar. Inga underarter finns listade i Catalogue of Life.